# ابرو (رومانی)
شهر ابرو (به رومانیایی: Abrud) در شهرستان البه در کشور رومانی واقع شده‌است. جمعیت این شهر ۶٬۸۰۳ نفر  است.